# Friedrich Ratzel
Friedrich Ratzel, född 30 augusti 1844 i Karlsruhe, Storhertigdömet Baden, död 9 augusti 1904 i Münsing i Ammerland vid Starnbergsjön, Kejsardömet Tyskland, var en tysk geograf. Han myntade 1897 begreppet Lebensraum och kom att influera bland andra Karl Haushofer.

## Biografi
Ratzel var först apotekselev, men kände sig alltmer dragen till naturvetenskaperna och fördes av Karl Alfred von Zittel över till geografin. Efter att som tidningskorrespondent ha rest i Italien, Ungern och Transsylvanien samt efter fransk-tyska kriget 1870–1871, i vilket han deltog som frivillig, genom Nordamerika, Mexiko och Kuba, blev han 1876 extra ordinarie professor vid tekniska högskolan i München och 1886 Ferdinand von Richthofens efterträdare vid Leipzigs universitet.
Mer eller mindre omedelbara resultat av hans resor är Wandertage eines Naturforschers (två band, 1873–1874), Städte- und Culturbilder aus Nordamerika (två band, 1876) och Die Vereinigten Staaten von Nordamerika (två band, 1878–1880), som i stora drag skildrar natur och folk och ansågs som det bästa dittills utgivna vetenskapliga arbetet över detta område.
Men hans viktigaste arbete är Anthropogeographie oder Grundzüge der Anwendung der Erdkunde auf die Geschichte (två band, 1882, 1891). Genom detta fördjupade han och lade den vetenskapliga grunden till Carl Ritters lära om människans och markens växelverkan samt gav geografin nya impulser. Övergången till etnografi låg nära, och så tillkom Völkerkunde (tre band, 1887–1889), i vilket arbete han undvek rasindelning, men indelade folken i "naturfolk" och "kulturfolk" och fördelade de senare i sex grupper: erytreiska, inreasiatiska, indiska, östasiatiska, fornamerikanska och medelhavsatlantiska.
Andra arbeten är Die Schneedecke, besonders in deutschen Gebirgen (1890), det första försöket till en geografisk behandling av snötäcket, rikt på väckelser till fortsatta undersökningar, Politische Geographie (1897; andra upplagan 1903), Das Meer als Quelle der Völkergrösse (1900), Die Erde und das Leben, eine vergleichende Erdkunde (två band, 1901–1902), Über Naturschilderung (1904; andra upplagan 1906) samt en mängd i tidskrifter spridda uppsatser, av vilka Hans Ferdinand Helmolt utgav två band 1906. Åren 1882–1884 redigerade Ratzel tidskriften Das Ausland.